# Parc Sibelius (Helsinki)
Pour les articles homonymes, voir Parc Sibelius.
Le Parc Sibelius (en finnois : Sibeliuksen puisto, en suédois: Sibeliusparken) est un parc situé dans le quartier Taka-Töölö d'Helsinki en Finlande. 

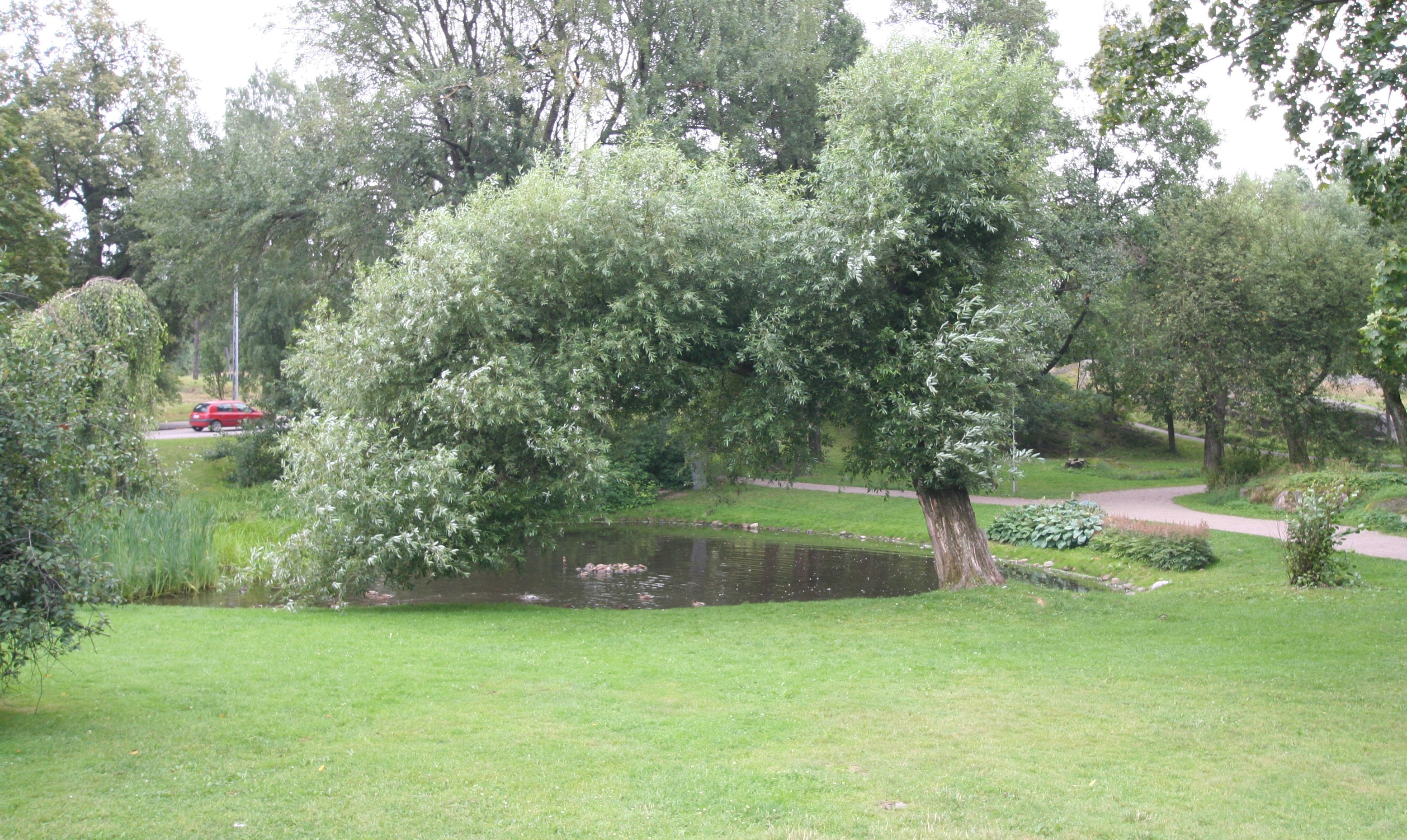
Le parc Sibelius.

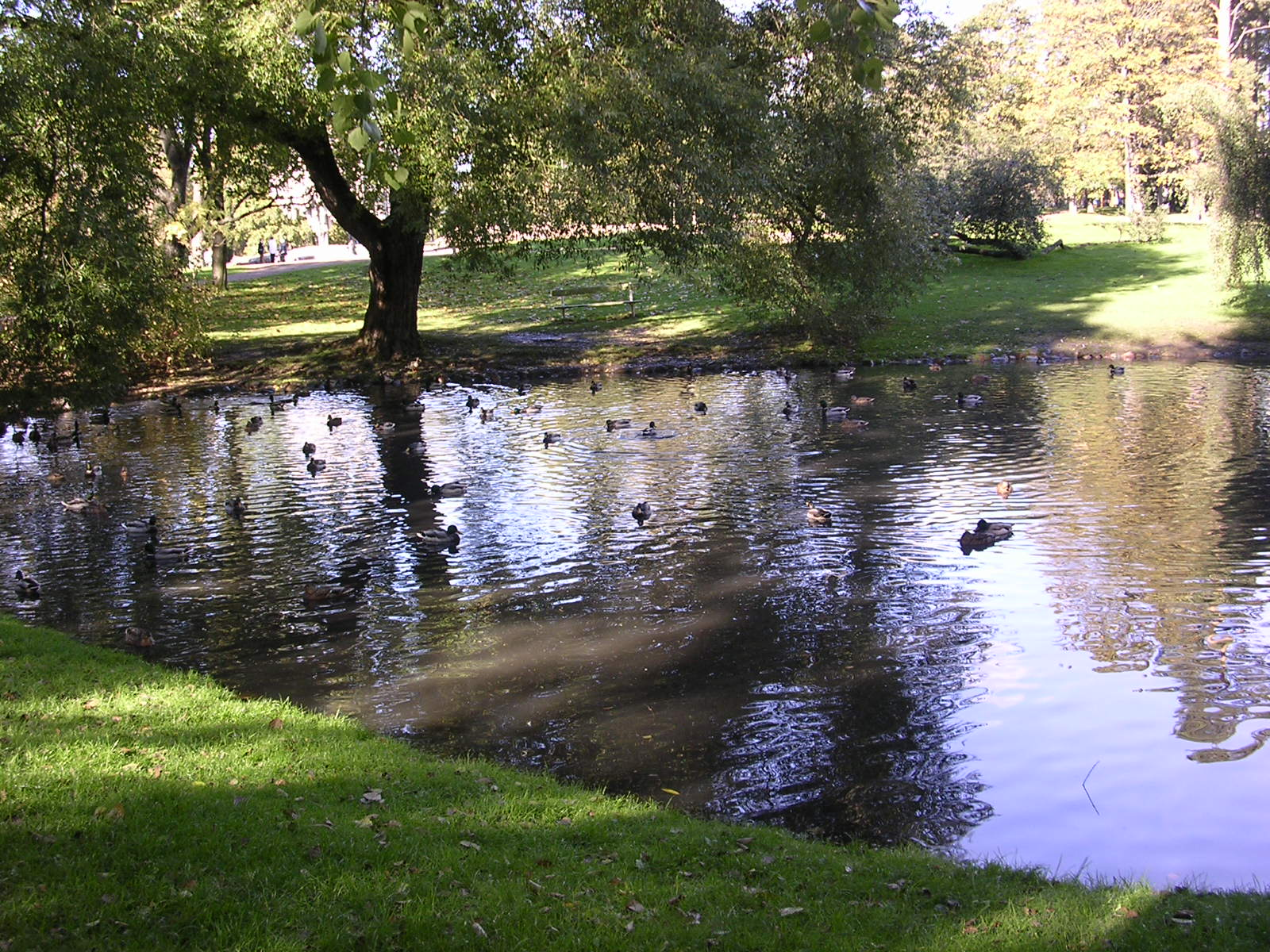
L'étang du parc Sibelius.

## Présentation
Le parc est situé au 38, rue Mechelininkatu et au bord de la baie Humallahti faisant partie de Seurasaarenselkä. Il doit son nom au compositeur Jean Sibelius (1865-1957).

## Sculptures
Dans le parc se trouve le monument Sibelius sculpté en 1967 par Eila Hiltunen et la sculpture Ilmatar ja sotka (fi) de Aarre Aaltonen sur un thème du Kalevala.